# シャノン・ブリッグス
シャノン・ブリッグス（Shannon Briggs、1971年12月4日 - ）は、アメリカ合衆国の男性プロボクサー。ニューヨーク州ニューヨーク市ブルックリン出身。ブラウンズビルで育つ。元WBO世界ヘビー級王者。「The Cannon（大砲）」の異名を持っている。

## 来歴
幼少期はホームレスだった。彼が12歳のとき、友人と公園にいると、同じブルックリン、ブラウンズビル出身のマイク・タイソンが現れ、幼かった彼は恐れと衝撃を受けたが、「人生を変えた」体験だったと語っている。17歳のとき、ブルックリンのボクシングジムに入門する

### アマチュア時代
17歳でボクシングを始め、アマチュアボクシングで頭角を現し、1991年のパンアメリカン競技大会ではヘビー級で2位となる。さらに、1992年にはアマチュアの全米王者となった。

### プロボクサー時代
1992年7月24日に20歳でプロデビュー。プロ転向後も強さを見せ、デビュー後数年間で30戦29勝1敗24KOという戦績を積み重ね、1997年11月22日にノンタイトル戦ではあるが、ジョージ・フォアマンと対戦し、2-0判定で勝利を収めた。既にキャリアの終わりだったとはいえ、フォアマンに勝ったことで注目を集めた。
1998年3月28日には初の世界タイトル戦としてWBC世界ヘビー級王者のレノックス・ルイスに挑戦する。しかし、この試合は5回TKOで敗れて王座奪取はならなかった。その後ノンタイトル戦を挟み、2003年7月19日に空位のIBU王座を獲得。2006年3月18日にはディッキー・ライアンを4回KOで倒し、NABO/NABA北米ヘビー級王座を獲得し、さらに同年5月24日にはUSBA全米ヘビー級王座も獲得した。
そして2回目の世界タイトル戦として、2006年11月4日にはセルゲイ・リャコビッチ（ベラルーシ）に挑戦する。試合は12回にリャコビッチをリング外に叩き出し、劇的な12回2分59秒TKOで勝利。WBO世界ヘビー級王座を獲得した。この勝利は、2006年8月にオレグ・マスカエフがWBCヘビー級王座を獲得して以来、主要4団体のヘビー級王座を全て旧ソビエト連邦圏出身の王者が独占する、というボクシング大国アメリカにとって屈辱的ともいえる状況に終止符を打った。しかし、2007年6月2日、スルタン・イブラギモフ（ロシア）に0-3で判定負けを喫し王座陥落、再び主要4団体のヘビー級王座を全て旧ソビエト連邦圏出身の王者が独占することとなった。
2009年12月3日、マーカス・マギーと対戦して1回KO勝利を収めるが、試合後のドーピング検査で陽性反応が検出され90日間の出場停止処分が科せられる。
2010年10月16日、WBC世界ヘビー級王者ビタリ・クリチコに挑戦し、12回大差（105-120、107-120、107-120）判定負けで王座獲得ならず。ブリックスは顔面骨折、左眼窩骨折、鼻骨骨折、左上腕二頭筋の断裂、鼓膜破裂の重傷を負い、集中治療室へ運び込まれた。
2014年4月11日、約4年ぶりの復帰戦を行う。その後、約2ヶ月間の間に4連勝を果たし、6月発表のWBAランキングで14位にランクイン、約4年ぶりの世界ランキング復帰となった。
その後はウラジミール・クリチコに挑戦すべくクリチコを挑発し続けたが2015年3月27日、パナマシティでゾルタン・ペトランディーと対戦し初回1分52秒KO勝ちを収めたが試合後、元WBA世界クルーザー級王者で同年中に2年間の出場停止処分が解除になるギレルモ・ジョーンズと舌戦になりあわや乱闘寸前になった。
2017年5月23日、同年6月3日にセミノール・ハード・ロック・ホテル・アンド・カジノ・ハリウッドでWBA世界ヘビー級5位のフェリス・オケンドとの間でWBA世界ヘビー級王座決定戦を行う予定だったが、同月14日にVADAが行った薬物検査でブリッグスの尿検体から規定値を超えた高濃度（7.89対1）のテストステロンが検出されたため、試合は中止となった。
2017年7月21日、WBAはシャノン・ブリッグスに対し、テストステロンが検出された同年5月14日を起点に同年11月13日までの出場停止6ヵ月の処分を下した。

## ボクシング以外の活動

### K-1出場
2004年3月27日、さいたまスーパーアリーナで行われたK-1にも出場し、トム・エリクソンに1ラウンドKO勝利を収めている。

### 映画出演
2005年に制作されたリュック・ベッソンの映画、『トランスポーター2』には役者として出演した。

## 戦績
- プロボクシング: 59戦 51勝（45KO）6敗 1分 1無効試合
- プロキックボクシング: 1戦 1勝

| 勝敗 | 対戦相手         | 試合結果                   | 大会名                       | 開催年月日    |
| ○    | トム・エリクソン | 1R 1:02 KO（右ストレート） | K-1 WORLD GP 2004 in SAITAMA | 2004年3月27日 |

## 獲得タイトル
- FECARBOXヘビー級王座
- NABO北米ヘビー級王座
- NABA北米ヘビー級王座
- USBA全米ヘビー級王座
- IBU世界ヘビー級王座
- WBO世界ヘビー級王座